# هایال کوسه‌اوغلو
هایال کوسه‌اوغلو (انگلیسی: Hayal Köseoğlu؛ زادهٔ ۲۰ دسامبر ۱۹۹۲) بازیگر اهل ترکیه است.